# Tannheim (powiat Biberach)
Tannheim – miejscowość i gmina w Niemczech, w kraju związkowym Badenia-Wirtembergia, w rejencji Tybinga, w regionie Donau-Iller, w powiecie Biberach, wchodzi w skład związku gmin Illertal. Leży w Górnej Szwabii, nad rzeką Rot, ok. 25 km na północny wschód od Biberach an der Riß.